# Albuca abyssinica
Albuca abyssinica là một loài thực vật có hoa trong họ Măng tây. Loài này được Jacq. mô tả khoa học đầu tiên năm 1783.